# الپوت، گرونبای
الپوت، گرونبای (به لاتین: Alpout, Goranboy) یک منطقهٔ مسکونی در جمهوری آذربایجان است که در شهرستان گورانبوی واقع شده‌است.

## خصوصیات
الپوت ۱٬۰۷۰ نفر جمعیت دارد.